# Роза (хералдика)
Розата е често срещано средство в хералдиката. Често се използва както като елемент в щита на герб, така и сам по себе си като хералдическа емблема. Хералдическата роза има стилизирана форма, състояща се от пет симетрични дяла, пет шипа и кръгло семе. Розата е един от най-разпространените растителни символи в хералдиката, заедно с лилията, която също има стилистично представяне като хералдическа лилия.
Понякога се появяват розови клони, листчета и листа сами в гербовете, без цвета. Комбинация от две рози, една в друга, се нарича двойна роза, използвана от Тюдорите.

## Употреба в гербове
Розите присъстват на видно място в гербовете на княжеската къща на род Липе, върху печата на Мартин Лутер и много други.
В България се използва в герба на Казанлък, българското хералдическо и вексилоложко общество и др.
- Печата на Мартин Лутер
- Герб на Липе, Германия
- Герб на Вилянди, Естония
- Герб на Белвал, Франция
- Герб на Казанлък

### Розата на Тюдор
Розата е символ на английската династия Тюдор, а „розата на Тюдор“ с десет венчелистчета (наречена двойна роза) се свързва с Англия.
Гражданските войни за престола на Англия между представители на родовете Йорк и Ланкастър, известни като Война на розите, завършват с обединение, което се случва и в техните гербове:
- Червената роза на род Ланкастър
- Бялата роза на род Йорк
- Розата на Тюдорите: комбинация от розата на Ланкастър и на Йорк